# Vesioli (Mayakskoye, Otrádnaya, Krasnodar)
Vesioli (del ruso: Весёлый) es un posiólok del raión de Otrádnaya del krai de Krasnodar, en Rusia. Está situado en un área premontañosa y boscosa de las vertientes septentrionales del Cáucaso Norte, en la cabecera del río Vechenok, afluente por la izquierda del río Bolshoi Teguín, tributario del río Urup, 26 km al suroeste de Otrádnaya y 197 km al sureste de Krasnodar, la capital del krai. Tenía 74 habitantes en 2010.
Pertenece al municipio Mayakskoye.

## Historia
La localidad fue fundada en 1929 como granja para el ganado confiscado en el marco de la colectivización de la tierra en Podgórnaya y Bestráshnaya, que será incluida en el sovjós Podgorni en 1932.